# Pico de Moredo
Pico de Moredo är en bergstopp i Spanien.   Den ligger i provinsen Província de Lleida och regionen Katalonien, i den nordöstra delen av landet, 500 km nordost om huvudstaden Madrid. Toppen på Pico de Moredo är 2 739 meter över havet, eller 662 meter över den omgivande terrängen. Bredden vid basen är 11,3 km. Pico de Moredo ingår i Pyrenéerna.
Terrängen runt Pico de Moredo är bergig österut, men västerut är den kuperad. Runt Pico de Moredo är det glesbefolkat, med 12 invånare per kvadratkilometer. Närmaste större samhälle är Espot, 15,8 km söder om Pico de Moredo. Trakten runt Pico de Moredo består i huvudsak av gräsmarker.